# Nowa Synagoga Poalej Cedek w Brańsku
Nowa Synagoga Poalej Cedek w Brańsku (z hebr. Robotnicy Sprawiedliwości) – nieistniejąca synagoga, która znajdowała się w Brańsku przy ulicy Senatorskiej, nad rzeką Nurzec.
Synagoga została zbudowana w 1903 roku na miejscu starej, drewnianej synagogi. Uczęszczali do niej członkowie cechu rzeźników i szewców. Podczas II wojny światowej, po wkroczeniu w 1939 roku wojsk radzieckich do Brańska synagoga została przeznaczona na koszary. Pod koniec lat 40. została rozebrana.
Murowany z cegły budynek synagogi wzniesiono na planie prostokąta. Całość była nakryta dachem mansardowym.